# 大倉聡
大倉 聡（おおくら さとし、1977年9月7日 - ）は、長崎県の政治家。NBC長崎放送の元アナウンサー。長崎県議会議員（1期）。身長173cm、血液型A型。同局では一時、報道記者兼ニュースキャスターとして活躍し、2014年春まで夕方ニュース番組のキャスターを務めていた。2児の父。

## 略歴
- 1977年 - 岡山県岡山市北区中井町[2]生まれ。
- 2001年 - 大阪芸術大学卒業後、KSB瀬戸内海放送入社（ただし所属はキャストKSBパートナーズ）。
- 2005年3月 - NBC長崎放送に移籍。アナウンス部長である塚田恵子アナウンサーと組み、1年間ラジオパーソナリティをつとめる。
- 2006年 - NBC入社2年目にして同局の夕方ニュース「報道センターNBC」のメインキャスターに抜擢され、中堅女性アナウンサーと共に番組を司会進行。
- 2010年 - 父親中心の読み聞かせ団体「長崎子育て応援団体パパズパワー」を、保育園TON TON園長である松尾伸也「現NPO法人　輝（てらいと）－キミも大切な存在　代表理事」とアナウンサー時代に立ち上げ定期的にボランティア活動を行う。
- 2012年 - アナウンサーから記者へ異動。
- 2014年 - アナウンサー職に復帰。
- 2021年 - アナウンサーから営業部へ異動。
- 2023年4月 - 長崎県議会議員選挙（長崎市選挙区）に於いて無所属で立候補し、トップで初当選[3]。

## アナウンサー時代の担当番組

### 長崎放送在職時
テレビ
- 報道センターNBC（2006年4月 - 2014年3月）

2011年末まではアナウンサーとして、2012年から2年間は報道部ニュースデスクとしてMCを担当。
- あっぷる（2015年4月 - 2020年3月）
- Pint（2020年3月 - 2021年9月）

ラジオ
- ラジオ朝刊 おはようラジオ!（2014年4月 - 2015年3月） - 月・火曜日担当
- 情報コンビニ 午後ゴGO!!（2014年4月 - 2015年3月） - 金曜日担当

### KSB瀬戸内海放送在職時
- KSBスーパーJチャンネル
- 最強!ドリーム百貨店

ほか